# Jysk

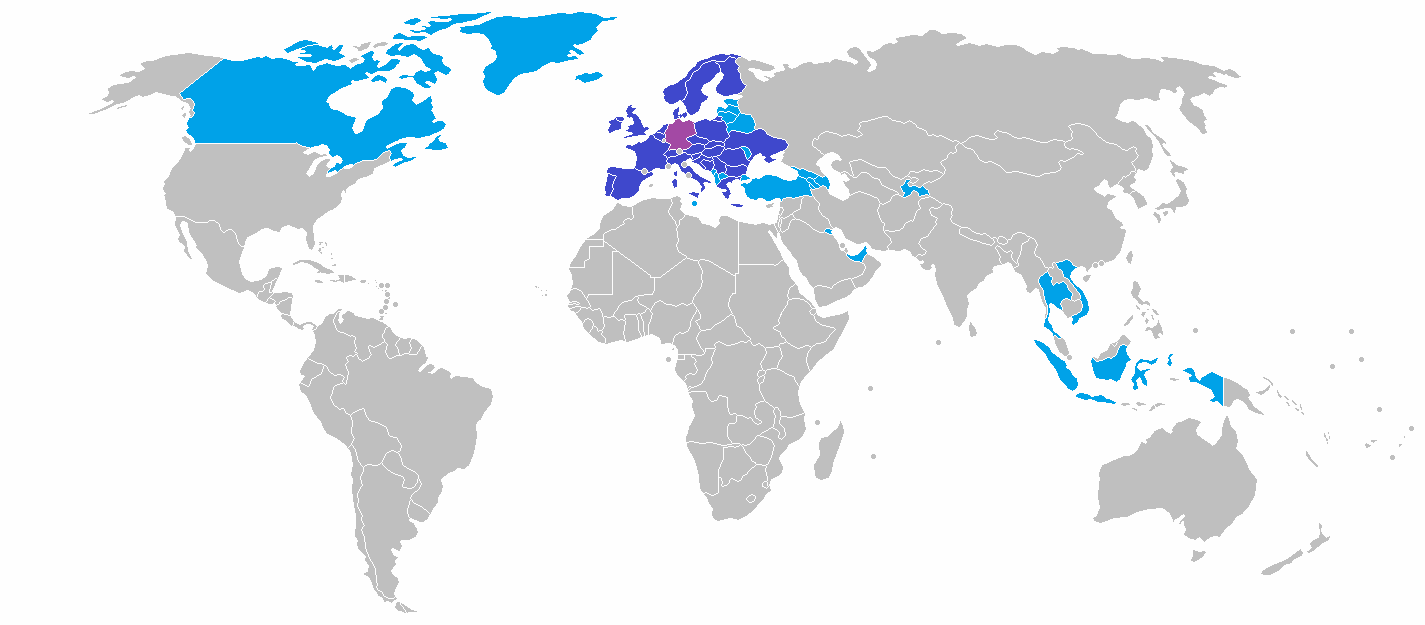
Länder med minst en Jysk-butik.

Jysk är ett danskt företag, grundat av Lars Larsen som Jysk Sengetøjslager (svenska: Jysk Bäddlager) som bland annat säljer madrasser, täcken, kuddar, möbler och inredning.
Den första butiken öppnade 2 april 1979 i Århus och ligger fortfarande 2017 kvar på samma plats. I Tyskland fem år senare öppnas den första butiken utanför Danmark. 2001 bytte företaget namn till bara Jysk. 2012 invigdes den tvåtusende butiken. Kedjan har idag 2017 cirka 21 000 anställda, mer än 2 500 butiker i 50 olika länder och har en omsättning på 3,12 miljarder euro.

## Jysk i världen
Jysk hade i september 2017 totalt cirka 2 500 butiker. Förutom i ursprungslandet Danmark så finns de i: Albanien, Armenien, Belarus, Belgien, Bosnien och Hercegovina, Bulgarien, Estland, Finland, Frankrike, Färöarna, Georgien, Grekland, Grönland, Indonesien, Island, Italien, Kanada, Kazakstan, Kina, Kosovo, Kroatien, Lettland, Litauen, Malta, Moldavien, Montenegro, Nederländerna, Nordmakedonien, Norge, Polen, Portugal, Rumänien, Schweiz, Serbien, Singapore, Slovakien, Slovenien, Spanien, Storbritannien, Sverige, Tadzjikistan, Tjeckien, Tyskland, Ukraina, Ungern, Uruguay, Vietnam och Österrike.
Företaget kallades Dänisches Bettenlager (Danskt Sänglager) i Tyskland till 2021 och Österrike till 2020 och Rúmfatalagerinn (Sängklädervaruhuset) på Island till 2023.